# Festival Internacional de Cine de Durban
El Festival Internacional de Cine de Durban —en inglés: Durban International Film Festival (DIIF)— es un festival cinematográfico de carácter anual que tiene lugar en Durban, provincia de KwaZulu-Natal, Sudáfrica. Este evento es el segundo más antiguo que se celebra en dicho país, cuya primera versión se realizó en 1979, constituyéndose además en uno de los más grandes certámenes al sur de África, al tener entre su programación más de 250 trabajos provenientes de diversas partes del mundo —largometrajes, cortometrajes y documentales—, aunque muchas de las películas presentadas son estrenos del cine sudafricano y africano en general.
Dentro de las actividades complementarias que el festival ofrece, se encuentran talleres, seminarios relacionados con la industria del cine, foros de discusión y actividades de extensión que incluyen diversas proyecciones de películas en zonas donde los cines son inexistentes, un Talent Campus Durban —realizado desde 2008 en cooperación con el Berlinale Talent Campus— y la constitución de una feria de coproducciones.[cita requerida]
El festival ofrece variadas secciones competitivas, muchas de las cuales entregan premios en efectivo. Desde 2006, Amnistía Internacional a través del grupo de Amnistía de Durbán —en inglés: Durban Amnesty—, ha patrocinado un premio en efectivo denominado Amnesty International Durban Human Rights Award.[cita requerida]
A partir del 2005, el festival sirve como plataforma en Sudáfrica del Wavescapes Surf Film Festival.[cita requerida]